# 北桥 (爱丁堡)

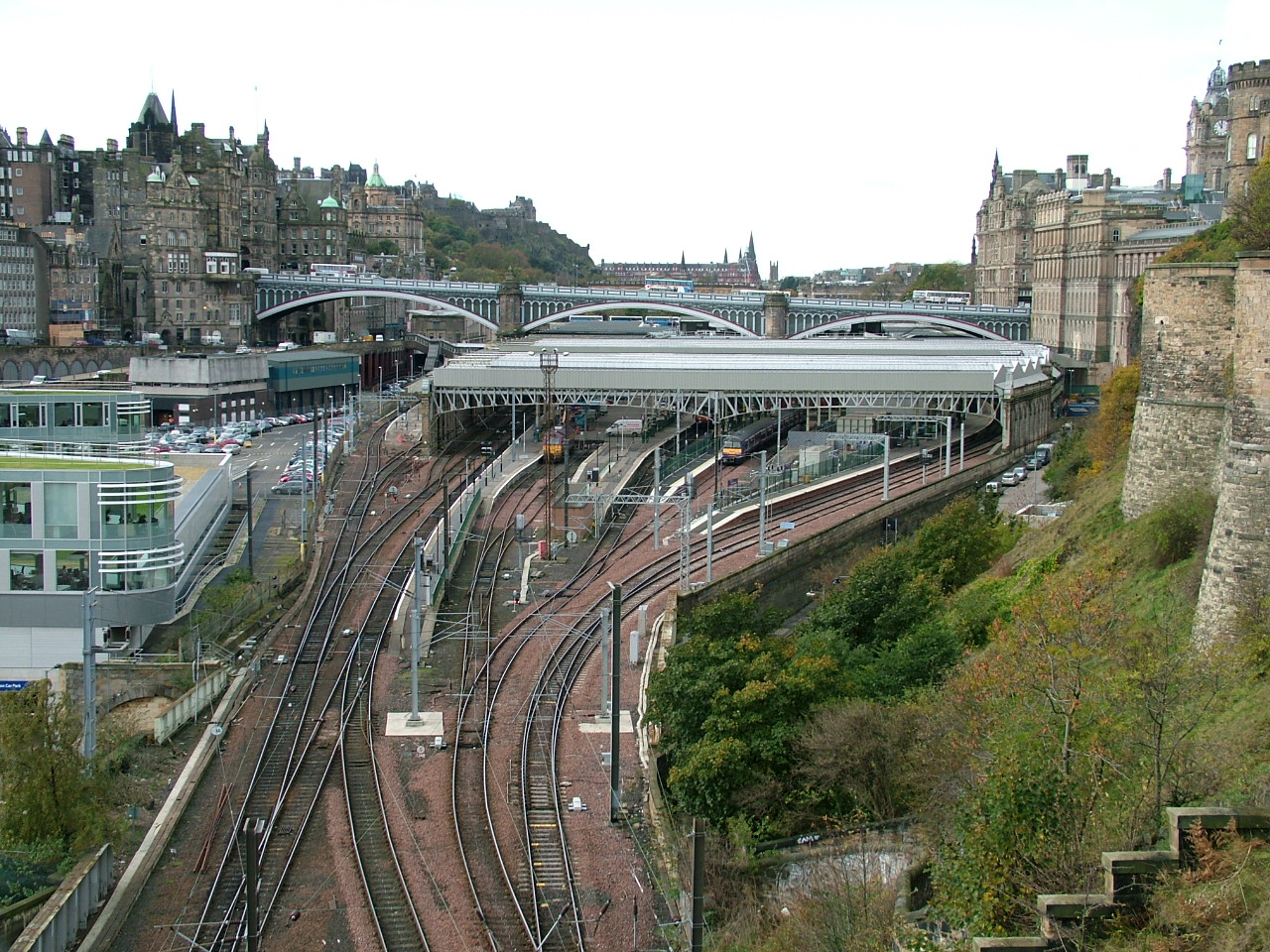
北桥，在爱丁堡威瓦利站后方

北桥（North Bridge）是爱丁堡的一个公路桥和街道，连接爱丁堡老城的皇家一英里与爱丁堡新城的王子街。
早期的北桥建于1763-72年，目前的桥梁由威廉·阿罗尔爵士公司建于1894年至1897年，长525英尺（160），该公司铁路以福斯橋的建设著称。桥梁有三个拱，每个跨度175英尺（53）。宽75英尺（23）。装饰由罗伯特·莫拉姆设计。。

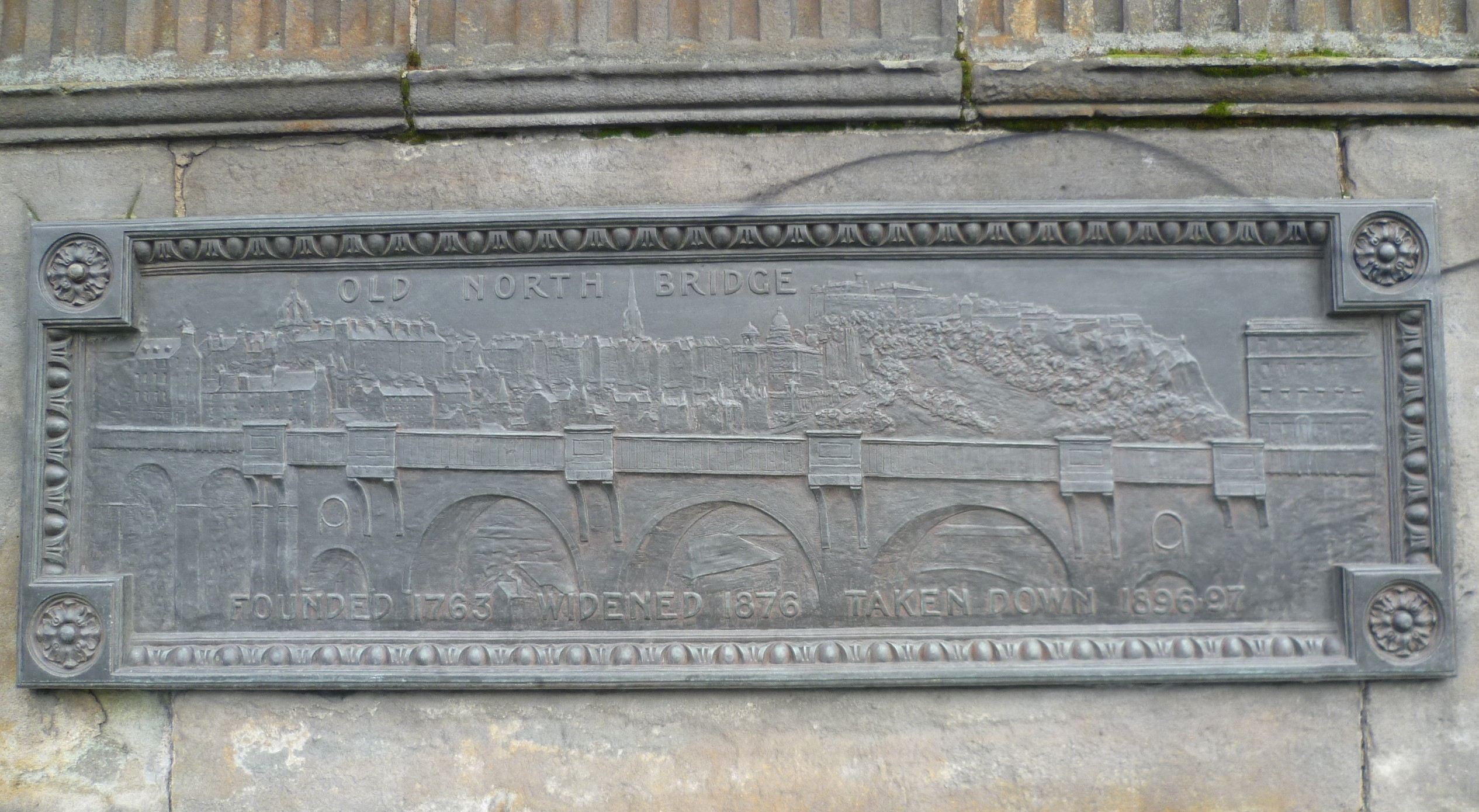

奠基典礼在1896年5月25日，由市長安德鲁·麦克唐纳主持，举行了共济会仪式。揭幕仪式在1897年9月15日举行，并发行了纪念章，描绘桥下通行火车的图案和当时市长安德鲁·麦克唐纳爵士半身像。

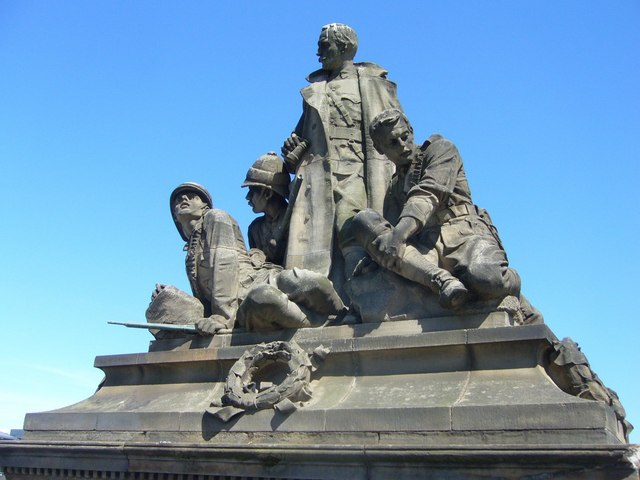

桥上有个战争纪念碑，由雕塑家William Birnie Rhind雕刻，纪念死于1878年和1902年之间的苏格兰士兵。
桥的南端是爱丁堡老城的皇家一英里和南桥，在其西侧是苏格兰人酒店，原为苏格兰人报馆，以及皇家一英里大厦。在其东侧原为帕特里克·汤姆森百货公司（1906年到1976年，1981年关闭）。
桥的北端是爱丁堡新城的王子街，其西侧是巴尔莫勒尔饭店，最初是北不列颠酒店,北不列颠铁路公司的酒店 服务于毗邻的爱丁堡威瓦利站。在其东侧是威瓦利门，原来的爱丁堡邮政总局，现在作为办公空间。